# نيكول زيمارمان
نيكول زيمارمان (بالألمانية: Nicole Zimmermann)‏ هي مجدفة ألمانية، ولدت في 11 مايو 1980 في روستوك في ألمانيا.

## وصلات خارجية
- نيكول زيمارمان على موقع الاتحاد الدولي للتجديف (الإنجليزية)
- نيكول زيمارمان على موقع اللجنة الأولمبية الدولية (الإنجليزية)
- نيكول زيمارمان على موقع أوليمبيديا (الإنجليزية)